# 針尾本線料金所
針尾本線料金所（はりおほんせんりょうきんじょ）は長崎県佐世保市の西彼杵道路（西海パールライン有料道路）上の本線料金所である。針尾ICの前後を挟む形で設置されている。

## 料金所
ブース数：4

### 江上方面
- ブース数：2
  - 一般（自動収集）：1
  - 一般（有人対応）：1

### 小迎方面
- ブース数：2
  - 一般（自動収集）：1
  - 一般（有人対応）：1

なお通常は有人対応のブースは閉鎖されており余程のことが無い限りは自動収集機での、料金支払いとなる。

## 隣
西彼杵道路（西海パールライン有料道路）
江上IC - 高畑PA - 針尾IC/TB - 小迎IC